# Jelena Vukmirica
Jelena Vukmirica (Zagreb, 1979.) hrvatska je kazališna, televizijska i filmska glumica, savjetnica i trenerica za javni nastup, govorništvo i komunikaciju.

## Filmografija

### Televizijske uloge
- "Stipe u gostima" kao recepcionerka (2011.)
- "Zakon!" kao djevojka iz snova (2009.)
- "Luda kuća" kao Marcela (2008.)
- "Zauvijek susjedi" kao Sanja Jurić (2007. – 2008.)
- "Cimmer fraj" kao Mima (2006.)

### Filmske uloge
- "Gabriel" kao Štefica Vidačić (2010.)
- "Pričaj mi o ljubavi" kao Dora (2009.)

### Sinkronizacija
- "Obitelj Croods" kao Eep Crood (2013.)

## Vanjske poveznice
- Jelena Vukmirica u internetskoj bazi filmova IMDb-u (engl.)
- Stranica na mala-scena.hr  Arhivirana inačica izvorne stranice od 12. ožujka 2019. (Wayback Machine)